# Falklandiopsis magellanicus
Falklandiopsis magellanicus (лат.) — вид мелких жуков-слоников (долгоносиков) из подсемейства Cyclominae (Listroderini). Южная Америка. Эндемик южной части Чили. Длина 3,5—4,0 мм. Рострум очень короткий, дорзальные кили на роструме отсутствуют. 3-6-й членики жгутика усика узловидные. Пронотум субокруглый, бёдра субцилиндрические. Falklandiopsis образует сестринскую группу к кладе из рода Liparogetus и клады Falklandiellus-Telurus-Nestrius-Falklandius-Lanteriella. Обнаружены на растениях вида Nothofagus betuloides (Нотофаговые). Единственный представитель рода Falklandiopsis.